# Землетрясение на Тайване (2010)
Землетрясение на Тайване 2010 года — землетрясение на Тайване, произошедшее 4 марта 2010 года в 8:18 по местному времени (UTC+8). Эпицентр находился на юге Тайваня в горном районе острова в уезде Гаосюн в 40 км от Тайдуна. После основного землетрясения силой 6,4 произошли повторные толчки, самый сильный из которых составил 4,8. .

## Последствия землетрясения
В результате землетрясения сошёл с рельс скоростной поезд. Погибших нет, пострадало 96 человек.
Стихия отрезала от электричества более 545 тысяч домов, повредила 34 школы, привела к утечкам газа, блокировке лифтов и пожарам. Крупнейший пожар произошёл на шестиэтажной текстильной фабрике в городе Тайнань.
В результате землетрясения обрушились временные жилища, устроенные для пострадавших от сильнейшего тайфуна Моракот, который унёс 700 жизней в августе 2009 года.
Была приостановлена работа крупнейшего на Тайване центра по производству экспортного высокотехнологичного оборудования Science Park, прервана работа корпорации по производству жидкокристаллических мониторов Chi Mei Optoelectronics Corp., которая покрывает от 18 до 20 % мирового производства LCD-мониторов.